# ساتوشي ناغانو
ساتوشي ناغانو (باليابانية: 長野 聡) (2 أغسطس 1982 في فوكوكا في اليابان – )؛ هو لاعب كرة قدم ياباني سابق كان يلعب كمدافع.

## وصلات خارجية
- ساتوشي ناغانو على موقع رابطة كرة القدم اليابانية للمحترفين (اليابانية)
- ساتوشي ناغانو على موقع قاعدة بيانات كرة القدم.إي يو (الإنجليزية)
- ساتوشي ناغانو على موقع Soccerway.com (الإنجليزية)
- ساتوشي ناغانو على موقع عالم كرة القدم.نت (الإنجليزية)